# Jardín Etnobotánico de Latinoamérica
El Jardín Etnobotánico de Latinoamérica (en inglés: Latin American Ethnobotanical Garden) es un jardín botánico que se encuentra en la Universidad de Georgia, Estados Unidos siendo el resultado de un esfuerzo de colaboración interdisciplinario e internacional entre la Universidad de Georgia y El Colegio de la Frontera Sur en Chiapas, México. Presenta trabajos para la Agenda Internacional para la Conservación en los Jardines Botánicos. Su código de identificación internacional como institución botánica es LAEG.

## Localización
Latin American Ethnobotanical Garden, University of Georgia, Centre for Latin American and Caribbean Studies
190 South Hull Street, Athens, Georgia 30602 , EE. UU.
- Teléfono: (706) 542-9079

## Historia
En 1995, la facultad y los estudiantes graduados implicados con el proyecto vieron la necesidad de un jardín botánico ubicado en el campus donde poder realizar investigaciones y proyectos hortícolas de plantas medicinales. Esta idea se desarrolló rápidamente con la intención de establecer un espacio público que introduciría la etnobotánica en la universidad y en la comunidad local y serviría como laboratorio de enseñanza tanto para los graduados, como para los estudiantes. 
El concepto fue resuelto con entusiasmo por la administración de la universidad y la aprobación fue concedida para comenzar a convertir un sitio situado detrás del departamento de la antropología en un jardín. Una fundación privada proporcionó la ayuda financiera en la forma de una dotación, que asegura el desarrollo y el mantenimiento continuados del jardín. 

## Colecciones
Las principales colecciones del jardín son las plantas medicinales de los municipios mayas de Tzeltal y Tzotzil en las montañas de Chiapas. Sin embargo, el jardín también está implicado en proyectos en desarrollo de los jardines hermanados de Costa Rica, Ecuador y Argentina.
El Jardín Etnobotánico de Latinoamérica y la UGA mantienen acuerdos de colaboración con varios jardines botánicos tanto de los existentes, en desarrollo, como los que aún están en proyecto, a través de la América Latina, tal como el Jardín Etnobotánico Comunitario ECOSUR, Jardín Etnobotánico y Medicinal Guácimo, Jardín Botánico Dr. Miguel J. Culaciati, Reserva Etnobotánica Cumandá, Parque etnobotánico Omora, Jardín Etnobotánico San Pedro Alejandrino, Jardín Etnobotánico Comunitario del Valle Písac, Jardín Etnobotánico Nugkui. 
Los acuerdos implican la colaboración en la investigación y el diseño, en intercambios de estudiantes entre las facultades, y el intercambio de especímenes de plantas.

## Actividades
El propósito del Jardín Etnobotánico de Latinoamérica, es destacar las plantas de significación cultural en América Latina y enfocar su interés en la necesidad crítica de la conservación de esta biodiversidad. El proyecto acentúa el estudio de la etnobotánica con una variedad de disciplinas relacionadas, tales como las de biología, antropología, botánica, horticultura, ecología, farmacología, bioquímica y conservación. 
Se lleva a cabo también un programa educativo con los niños de las escuelas locales, proporcionándoles a estos niños una oportunidad para que compartan y experimenten las muchas aplicaciones culturales de las plantas en América Latina y aprendan más sobre el campo de la etnobotánica.